# ستيف واترس
ستيف واترس (بالإنجليزية: Steve Waters)‏ هو كاتب مسرحي بريطاني، ولد في 1965 في كوفنتري في المملكة المتحدة.